# Beugin
Beugin is een gemeente in het Franse departement Pas-de-Calais (regio Hauts-de-France) en telt 434 inwoners (2004). De plaats maakt deel uit van het arrondissement Béthune (Betun).

## Geografie
De oppervlakte van Beugin bedraagt 5,1 km², de bevolkingsdichtheid is 85,1 inwoners per km².
De onderstaande kaart toont de ligging van Beugin met de belangrijkste infrastructuur en aangrenzende gemeenten.

## Demografie
Onderstaande figuur toont het verloop van het inwonertal (bron: INSEE-tellingen).